# Diamonds & Rust (álbum)
Diamonds & Rust es el decimoséptimo álbum de estudio de la cantante estadounidense Joan Baez, publicado por la compañía discográfica A&M Records en abril de 1975. Aunque es reconocida por ser intérprete de canciones de otros artistas como Bob Dylan, Stevie Wonder, The Allman Brothers y Jackson Browne, Diamonds & Rust también incluyó composiciones propias como la canción homónima, una canción distintiva sobre Dylan.
La canción que da título al álbum fue también versionada por la banda británica de heavy metal Judas Priest en su álbum de 1977 Sin After Sin, y desde entonces ha sido uno de sus temas básicos en los conciertos. El dúo de folk americano The Smith Sisters incluyó la canción en su álbum de 1986 Mockingbird, mientras que la banda Blackmore's Night también la versionó en su álbum de 2003 Ghost of a Rose. 
Una versión alternativa de "Dida" apareció el año anterior en el álbum Gracias a la vida. La versión incluida en Diamonds & Ruts incluyó a Joni Mitchell en los coros.

## Lista de canciones
1. "Diamonds & Rust" (Joan Baez) - 4:50
2. "Fountain of Sorrow" (Jackson Browne) - 4:32
3. "Never Dreamed You'd Leave in Summer" (Stevie Wonder, Syreeta Wright) - 2:50
4. "Children and All That Jazz" (Joan Baez) - 3:12
5. "Simple Twist of Fate" (Bob Dylan) - 4:47
6. "Blue Sky" (Dickey Betts) - 2:50
7. "Hello in There" (John Prine) - 3:10
8. "Jesse" (Janis Ian) - 4:35
9. "Winds of the Old Days" (Joan Baez) - 4:00
10. "Dida" (Joan Baez) - 3:30
11. I Dream of Jeannie" (Stephen Foster) / "Danny Boy" (Frederick Weatherly) - 4:17

## Personal
- Joan Baez: voz, guitarra acústica y sintetizador
- Larry Carlton: guitarra eléctrica, guitarra acústica
- Dean Parks: guitarras
- Wilton Felder: bajo
- Reinie Press: bajo
- Max Bennett: bajo
- Jim Gordon: batería
- John Guerin: batería
- Larry Knechtel: piano
- Joe Sample: piano eléctrico y órgano Hammond
- Hampton Hawes: piano
- David Paich: piano
- Red Rhodes: pedal steel guitar
- Malcolm Cecil: sintetizadores
- Tom Scott: flauta y saxofón
- Jim Horn: saxofón
- Joni Mitchell: coros
- Rick Lo Tempio: guitarra eléctrica
- Ollie Mitchell: trompeta
- Buck Monari: trompeta

## Posición en listas
| País           | Lista         | Posición |
| -------------- | ------------- | -------- |
| Estados Unidos | Billboard 200 | 11       |